# Fritz Theodor Kuhnen

Fritz Theodor Kuhnen

Fritz Theodor Kuhnen (* 5. Juni 1879 in Borbeck; † 25. September 1947 in Püttlingen) war ein deutscher Politiker (Zentrum).

## Leben und Wirken
Nach dem Besuch der Volksschule in Borbeck absolvierte Kuhnen eine dreijährige Gärtnerlehre und war nachfolgend in mehreren Gartenbaubetrieben und in der Landwirtschaft tätig .'In den Wanderjahren von 1895 bis 1900 erweiterte er sein fachliches Wissen in Köln, Bonn, Koblenz und Mainz. Als Mitglied der Kolpingsbewegung fand er zu der christlichen Arbeiterorganisation. 1902 heiratete er. Anschließend arbeitete er (bis 1910) als Bergmann in diversen Zechen in Essen, Mülheim und Oberhausen.
Ab 1900 war Kuhnen als Mitglied des Gewerkvereins christlicher Bergarbeiter Deutschlands gewerkschaftlich tätig. Zwischen 1910 und 1912 nahm er Aufgaben als Bezirksleiter des Gewerkvereines in Bochum wahr. Anschließend wurde ihm die Bezirksleitung des Bergarbeiter-Gewerkvereins Südwest für das Saargebiet, Lothringen und die Westpfalz übertragen.  Während dieser Zeit beteiligte Kuhnen sich außerdem an der Gründung des Internationalen Christlichen Bergarbeiterbundes, in dessen Vorstand er aufgenommen wurde.
Spätestens nach dem Ersten Weltkrieg (nach Abtrennung des Saargebiets vom Deutschen Reich) begann Kuhnen sich verstärkt politisch zu engagieren. Als Mitglied der Zentrumspartei suchte er eine Interessensverbindung zum Gewerkverein herzustellen. Zudem saß er zunächst von 1920 bis 1932 im Stadtrat von Saarbrücken. Im August 1930 wurde Kuhnen auf der Generalversammlung des Gewerkvereins Christlicher Bergarbeiter in Aachen in den Hauptvorstand der Organisation gewählt. Seit der Einsetzung des Saar-Ausschusses für die internationale Regierungskommission gehörte Kuhnen auch diesem sowie der Saar-Delegation (Gutachterkommission) für die Vertretung der Bergarbeiteranliegen beim Völkerbund in Genf an.
Von September 1930 bis ins Jahr 1933 gehörte Kuhnen auf Reichswahlvorschlag seiner Partei dem 5. bis 8. Reichstag der Weimarer Republik als Abgeordneter an. Während seiner Abgeordnetenzeit lernte er die gefährlichen Machenschaften der Nationalsozialisten kennen. Er war aber mit seinen Freunden von dem raschen Scheitern der Nazi-Regierung überzeugt und stimmte (fraktionstreu) für das Ermächtigungsgesetz vom 24. März 1933, das die juristische Grundlage für die Errichtung der NS-Diktatur bildete.
Im Vorfeld der Saarabstimmung setzte sich Kuhnen für den Erhalt des einstweiligen "Status quo" ein, weil seine Reichstags-Erlebnisse als Abgeordneter ihm eine gefährliche und undemokratische Entwicklung bewusst gemacht hatten. Er fand trotz aller Ermahnungen keine Gefolgschaft und musste nach der verlorenen Abstimmung eiligst das Saargebiet verlassen, um der nationalsozialistischen Verfolgung zu entgehen.
Am 18. Februar 1935 emigrierte Kuhnen in bescheidenste Verhältnisse nach Luxemburg. Beim Einmarsch deutscher Truppen im Juni 1940 wurde Kuhnen von der Gestapo verhaftet und in Untersuchungshaft in Trier inhaftiert. Im November 1940 begann der Prozess vor dem politischen Sondergericht in Köln unter der Anklage: Verstoß gegen das Heimtückegesetz, Vorwurf der Volksverhetzung sowie wegen Beleidigung führender Persönlichkeiten der Reichsregierung. Er wurde zu 18 Monaten Einzelhaft im Zuchthaus von Wittlich verurteilt. Nach seiner Freilassung im Dezember 1942 litt er unter schwersten Gesundheitsschäden infolge von Züchtigungen und der unmenschlichen Haftbedingungen. Im Juni 1943 folgte eine erneute Festnahme und Festsetzung ohne Gerichtsverfahren in der geschlossenen Forensik der Heilanstalt in Ettelbrück. Im Oktober 1944 übersiedelte er zu seiner Tochter in Eisenach, wo er leidend das Ende des NS-Regimes erlebte. 1947 kehrte er todkrank ins Saarland zurück, wo er am 25. September verstarb.